# Anandra griseipennis
Anandra griseipennis là một loài bọ cánh cứng trong họ Cerambycidae.